# Aroma (Buch)
Das Buch Aroma mit der Zusatzbezeichnung Die Kunst des Würzens wird von der Stiftung Warentest herausgegeben und beschreibt die Anwendung und Wirkung von Aromen. Das Werk wurde vom Physiker Thomas A. Vilgis und vom Gastroredakteur Thomas A. Vierich verfasst und liegt aktuell in der vierten Auflage vor. Im Buch werden über vierhundert Kräuter und Gewürze und entsprechende Rezepte und Beispiele aus der Praxis beschrieben. 

## Auszeichnungen
Das Buch wurde beim 47. Literarischen Wettbewerb 2013 von der Gastronomischen Akademie Deutschlands in der höchsten Preiskategorie mit der „Goldenen Feder“ ausgezeichnet. Dabei wurden die abgehandelten wissenschaftlichen Aspekte und die Gestaltung gelobt.